# 천로역정: 천국을 찾아서
《천로역정: 천국을 찾아서》(영어: The Pilgrim’s Progress)는 2019년 4월에 개봉한 미국의 모험, 판타지, 애니메이션, 기독교 영화이다. 로버트 페르난데스가 감독을 맡았다. 미국에서는 2019년 4월 18일에 개봉되었다.

## 줄거리
희망도, 기쁨도 없는 멸망 도시에서 살아가던 ‘크리스천’은 어느 날, 한 권의 책을 통해 천국 도시가 존재하며, 곧 멸망 도시가 불바다로 변할 것이라는 사실을 알게 된다. 바깥 세상은 죽음뿐이라는 모두의 만류를 뒤로 하고 ‘크리스천’은 천국 도시를 찾아서 모험의 길로 접어 드는데......

## 출연진
- 존 라이스 데이비스 : 전도사 역
- 벤 프라이스 : 크리스천 역